# Wチェンジ!!
『Wチェンジ!!』（だぶるチェンジ）は、松葉博による日本の漫画作品。『月刊コミックブレイド』（マッグガーデン）にて連載された。単行本は全6巻。

## 概要
『コミックブレイドMASAMUNE』にて連載されていた『ちぇんじ2!!』（ちぇんじちぇんじ、単行本全1巻）の続編。「序章」が『コミックブレイドZEBEL』2号に掲載され、2005年12月号より『月刊コミックブレイド』での連載がスタートした。
前身作から序盤にかけてはパンチラなどの表現が顕著であったが、連載が進むにつれそういった描写は減少傾向にある。

## ストーリー
女子高生・如月真希の夢は「普通のお嫁さん」になること。しかし、彼女の家は3代続く極道一家・如月組であり、祖父・3代目如月寅造は、真希を4代目として継がせると言って引かない。
しかし、真希も決して「普通の女子高生」ではなかった。彼女の内に眠るもうひとつの人格、如月の本能の自覚とともに、彼女は激化する抗争に巻き込まれていく。

## 登場人物

### 主要キャラクター
如月 真希（きさらぎ まき）
本作の主人公。10月生まれの高校2年生（前身作では3年生）。身長163cm、B型、3サイズは上から103・54・82。容姿端麗な美少女で、巨乳でグラマーな体型。
如月組の3代目・如月虎造の孫娘で、4代目になることを決定づけられている。生まれついての多重人格者で、三重人格。本来の人格が普段は押しとどめられている。第一人格を「真希」、第二人格を「マキ」、第三人格を「狂気」とそれぞれ区別する。
マキ
本作の主人公にして、第二の人格。極道の娘らしからぬ、活発で少し天然な少女。「普通のお嫁さん」になるのが夢で、家督を継ぐことには猛反発している。「如月の血」である第一人格に、16歳にしてようやく気付いた。人格交代のスイッチは気を失うことだが、だんだん一瞬のめまいでも人格交代をしてしまうなど、第一人格に圧迫されている。
集中力が低く、勉強に集中できないため、成績はいいというわけではない（悪くもない）。真っ直ぐだが臆病で、少々思慮の浅いところもある。甘党。血を見るだけで卒倒してしまうほど繊細。初恋の人にもらったハンカチに書いてあったウリガモ君というキャラクターがお気に入り。
一番のメル友「T」であり、同じような境遇の竜也と惹かれ合っていくが、同時にお互いがカタギと極道の世界の間で揺れ動く運命に。
真希
第二の主人公。通称ブラック真希。本来はこちらが本当の「如月真希」であり、「マキ」はユメのようなもの。
目つきが鋭くなり、口調も凶悪に、一人称は「あたし」になる。性格は極道そのもので、如月組4代目としての自覚も強く、曲がったことを許さず、組の領地で勝手をする者には制裁を加える。大の男でも敵わない腕っ節の強さを持ち、拳銃の弾丸を木刀で受けるなど、超人的な能力を有する。
真希の記憶はマキには引き継がれないが、逆にマキは記憶をすべて知っており、友人、恋人に対する感情はそのままだが、マキに対しては冷たい。もともとは本来の人格であり、外に出たいと願っている、多重人格障害に一番苦しんでいる立場にある。舎弟を寄せ付ける気高い美貌とカリスマ性を備えている。
学園祭の演劇「花嫁は三代目」の主演として嵐と共演した。
狂気
如月真希の第三の人格。如月の本能。男である。真希が自らの血を見ることにより覚醒する。
口調は真希に近く、しかし目つきはより凶悪になり、殺人などに対する道徳が欠落し、破壊衝動・殺人衝動を抑えることをしない。最も危険な人格で、真希でも制御することができない。
深間 竜也（ふかま たつや）
6月生まれ。高校2年生。身長は172cm、AB型。
物腰柔らかな風貌に人目を引く綺麗な瞳。野暮ったい黒縁眼鏡によって隠れているが美男子で、マキいわく「もったいない」。典型的なガリ勉の風貌でナメられているが、素を出すと顔つきが変貌する。中学時代には髪を染めて髪型も違ったため、その時の知り合いから気付かれないことも多い。
如月組と同盟関係（もともとはライバルだった）にある暴力団「黒深会」の頭、深間鷹雄の一人息子。父親は跡取りにしたがっているが、竜也自身は「ふつう」に生きようとしていた。
スポーツ万能で頭脳明晰。レベルの高い大学への進学を目指せる学力。 喧嘩も強く、ヤクザに「これマンガちゃうよな?」と思わせるほどの実力を有する。静かに脅すタイプで、拷問も得意。
マキと惹かれ合い、彼女を何かと助けようとし、「ふつうのお嫁さんになる」という夢を叶えようと応援している。嵐とは幼馴染。マキに中学時代にウリガモ君のハンカチを渡したマキの初恋の人だが、容姿が当時とあまりに違うために、お互いの記憶にはない。

### 学校の友人
鈴木 朋香（すずき ともか）
通称モカちゃん。眼鏡の似合う三つ編みお下げの少女で、マキの小学校の頃からの親友。
かなりの情報通で、マキが極道の娘だということを知っている数少ない人物。少々空気が読めないが、竜也や嵐に対しても普通に接せる図太い神経の持ち主で、真希の暴走のブレーキ役にもなる一般人。
本人は「マキ」の親友だと豪語する。しかし「真希」も彼女を「モカ」と呼び親しく接している。
橘 嵐（たちばな あらし）
身長192cm、4月生まれのA型。高身長に屈強な体、オールバックに撫でつけた赤い髪と、近寄りがたい典型的な不良の外見。マキたちと違うクラス。
黒深会が後方支援をしている暴走族、「ヘヴンズ・シュトゥルム」の頭。また、竜也とは幼い頃からの親友同士で、黒深会でなく、竜也の命令しか受け付けない。
素行は悪く、ケンカもかなり強い。卑怯や非道を許さない、人格は極めて一本気。極道の世界に片足を突っ込んでいるため、首を突っ込みたがるマキやモカをカタギの世界に押しとどめておこうとしたり、マキを身を挺して庇ったりと情に厚い性格。また、周囲の人格がエキセントリックなために、常識人と見られがち。喫煙者。
三剣 さやか（みつるぎ さやか）
お嬢様風の可憐で儚げな美少女で、マキたちのクラスに関西から転校してきた。マキが理想とする「ふつーの可愛い娘」。切りそろえたセミロングの黒髪にリボンを付けており、マキ曰く「和風人形みたい」。
関西から台頭してきた「新生白富士会」の元締め、藤白京二の腹違いの妹。そのため兄とは違い日蔭に追いやられていることがコンプレックスとなっているため、自分をそのように扱っている者たちへの復讐に身を捧げている。普段は新生白富士会の分家である「若杉組」の事務所に出入りしている。
典型的な猫かぶりで、本来は残虐で歪んだ性格。素が出ると関西弁を喋るなど、マキの理想とはかけ離れている。好物はアールグレイの紅茶。